# Roses dans une coupe
Roses dans une coupe est une peinture à l'huile sur toile réalisée par Fantin-Latour en  1882 et exposée au musée d'Orsay à Paris sous le numéro d'inventaire RF 1961 25. Ce tableau mesure 36,5 × 46 cm.

## Description
Ce petit tableau représente sur un fond monochrome un bol brun d'une dizaine de roses épanouies en coupe double dont on ne voit pas les tiges. Deux roses de couleur rose franc attirent l'œil au milieu, les autres sont de couleur crème, rose plus pâle et jaune, tandis qu'une rose blanche avec des boutons en petit bouquet se dresse à gauche. Une rose blanche et une autre de couleur rose sont posées à gauche de la scène sur un dessus de table en pierre blanche dont la lumière vient de la gauche. La composition est rythmée par le feuillage vert foncé.
Le tableau est daté et signé Fantin en haut à droite.

## Historique
Ce tableau faisait partie de la collection Buckler jusqu'en 1906, puis de la collection du Dr Eduardo Mollard jusqu'en 1961, date à laquelle il a fait l'objet d'une donation à l'État au Louvre qui l'a déposé au musée du Jeu de Paume. Il a été affecté au musée d'Orsay en 1986 où il est toujours exposé.
Il a été montré en 2016-2017 à l'exposition « Fantin-Latour à fleur de peau » qui s'est tenue au musée du Luxembourg à Paris, puis au musée de Grenoble. Auparavant, il a été montré au Japon (1982), au Caire (1998), au Brésil (2012-2013), à Cracovie et à Varsovie (2014-2015).